# Paul-Esprit Feydeau de Brou
Pour les articles homonymes, voir Feydeau (homonymie) et Brou (homonymie).
Paul-Esprit Feydeau de Brou est un administrateur français, né le 17 mai 1682 et mort le 3 août 1767.
Il appartient à l’une des branches parisiennes de la famille Feydeau connue sous le nom Feydeau de Brou et en est le personnage le plus connu.
Il est notamment garde des sceaux de France en 1762. Il a donné son nom à l'île Feydeau, située à Nantes.

## Biographie
Paul-Esprit Feydeau, chevalier, seigneur de Brou, Prunelay, La Villeneuve et autres lieux, est issu de la famille Feydeau, ancienne famille de magistrats et d'officiers royaux. Il appartient à la même famille que Claude-Henry Feydeau de Marville.

### Carrière
Reçu avocat au parlement de Paris le 15 mars 1703, il devient conseiller au parlement de Paris le 18 mars 1705 et maître des requêtes de l'Hôtel du roi le 12 février 1710.
Il est successivement intendant de police, justice et finances d'Alençon (1713-1715), de Bretagne (de juin 1716 à 1728), de Strasbourg (du 14 août 1728 à 1742), de l'armée d'Alsace (le 1er mai 1735) puis de l'armée du Rhin, et enfin de Paris (du 13 octobre 1742 à 1744).
Conseiller d'État semestre en 1725, et ordinaire en 1737, il est nommé conseiller au Conseil royal des Finances le 20 novembre 1744, et en 1761, conseiller au Conseil royal des dépêches.
Consécration de sa brillante carrière, Louis XV le nomme garde des sceaux de France le 27 septembre 1762 ; il démissionne de ces fonctions le 3 octobre 1763.
Sa chancellerie est aujourd'hui conservée au Louvre, frappée de ses armoiries.

### Famille
Il est fils de Denys II Feydeau (1633-1691), seigneur de Brou, qui fut successivement maître des requêtes, intendant de Montauban (1672) et de Rouen (1686), puis président au Grand Conseil (1689), et de Marie-Anne Voysin (1651-1721), cousine-germaine de Daniel Voysin de La Noiraye, chancelier de France (1714-1717).
En 1712, il épouse en premières noces Louise-Antoinette de La Bourdonnaye-Blossac (morte le 9 mars 1720) dont il n'a pas d'enfant. Il se remarie en 1730 avec Marie-Anne Le Jay de Tilly dont il a quatre enfants :
- Antoine-Paul-Joseph[7], marquis de Brou, intendant de Rouen ;
- Anne-Marie-Henriette, marquise de Mesmes, dame pour accompagner Mesdames filles de Louis XV et femme des Lumières connue pour avoir été notamment la correspondante de Jean-Jacques Rousseau (elle assiste à la première lecture des Confessions en 1770) et du roi Gustave III de Suède[8] ;
- Henriette-Flore, marquise de Sassenay ;
- Louise-Julie, comtesse de Boullongne-Nogent, célébrée par le poète Piron sous le nom d'Eglé puis de Daphné ;

Il est enterré dans la chapelle des Feydeau en l’église Saint-Merri à Paris. Son mausolée, ornée de statues de Louis-Claude Vassé (dont une Pleureuse aujourd'hui à Paris au musée du Louvre) fut détruit lors de la Révolution française.

### Portrait
Son portrait, attribué à Jean Valade, est vendu à l'hôtel Drouot le 10 décembre 2024 par l'étude Coutau-Bégarie.

### Résidences
À Paris, il réside à l'hôtel de Feydeau de Brou, édifié sur un emplacement acquis par sa mère en 1699, à l'actuel no 13 de la rue de l'Université. René-Ange-Augustin de Maupeou (1746-1794), marquis de Bully, alors colonel de Royal-Bourgogne-cavalerie, fils du chancelier de France, épousa en 1769 la petite-fille de Paul-Esprit Feydeau de Brou. À la mort de ce dernier, la marquise de Maupeou hérita l'hôtel avec ses frères et sœurs qu'ils se partagèrent le 5 février 1778. Le 29 mars 1779, les Maupeou rachètent la part des autres héritiers "sur l'hôtel et les deux maisons de la rue de l'Université", et s'y installent. A la Révolution, le marquis de Maupeou fut emprisonné à Paris dans la prison de la Force où il meurt le 3 mai 1794. L'hôtel revint à son cousin germain Louis-René-Victor de Maupeou qui en est toujours propriétaire le 28 janvier 1815, et le revend en 1816 à Anne-Elie-Pierre-Jean Commaille qui le conservera jusqu'en 1845. ("Rue de l'Université", Sté. d'Histoire et d'Archéologie du VIIe arrondissement, Imprimerie Alençonnaise, Alençon, 1987.)
Il fit remanier le château de Brou à Brou-sur-Chantereine (Seine-et-Marne), fief acquis par sa famille en 1608 et érigé en marquisat en juillet 1761 en faveur de son fils. Dans cette ville, subsiste à l'entrée du cimetière de l'église le caveau des Feydeau de Brou, ainsi qu'une rue baptisée du nom de cette famille.

## Hommage
La commune de Brou-sur-Chantereine, dont il tire son nom, porte les armoiries Feydeau : "D'azur au chevron d'or, aux trois coquilles de même".
À Nantes, c'est en son honneur que l'ancienne « grève de la Saulzaie » fut baptisée vers 1720 « île Feydeau ».
C'est également en son honneur que des rues sont baptisées "Rue Feydeau" à Saint Malo, à Paris, à Saint Gilles Croix-de-Vie...